# Astatoreochromis alluaudi
Espèce
Statut de conservation UICN

 LC  : Préoccupation mineure
Astatoreochromis alluaudi est une espèce de poissons de la famille des Cichlidés.
"En fonction de la dureté de la nourriture qu'il ingère, un os de la mâchoire, la mâchoire pharyngée inférieure, va prendre une morphologie différente (d'après Pfennig & Ehrenreich, 2014)."